# Braćevac
Braćevac es un pueblo ubicado en la municipalidad de Negotin, en el distrito de Bor, Serbia.

## Superficie
Posee una superficie de 27,67 kilómetros cuadrados.

## Demografía
Hasta 2011 la población era de 335 habitantes, con una densidad de población de 12,11 habitantes por kilómetro cuadrado.